# Kolárovo
Kolárovo es un municipio del distrito de Komárno en la región de Nitra, Eslovaquia, con una población estimada a final del año 2024 de 10 404 habitantes.
Se encuentra ubicado al suroeste de la región, cerca de los ríos Danubio y Váh, y de la frontera con Hungría.

## Demografía
| Año        | 1994   | 2004    | 2014    | 2024    |
| ---------- | ------ | ------- | ------- | ------- |
| Población  | 11 028 | 10 756  | 10 632  | 10 404  |
| Diferencia |        | −2,46 % | −1,15 % | −2,14 % |

| Año        | 2023   | 2024    |
| ---------- | ------ | ------- |
| Población  | 10 428 | 10 404  |
| Diferencia |        | −0,23 % |